# Sage Watson
Sage Watson (née le 20 juin 1994 à Medicine Hat) est une athlète canadienne, spécialiste du 400 mètres haies.

## Biographie
Elle remporte trois médailles lors des championnats panaméricains juniors 2013 de Medellín : l'or sur 400 m haies, l'argent sur 4 x 400 m et le bronze sur 400 m.
En 2015, avec ses coéquipières canadiennes, elle se classe troisième du relais 4 × 400 m des Jeux panaméricains, à Toronto. Aux championnats du monde 2015, à Pékin, elle atteint les demi-finales du 400 mètres haies et termine huitième de l'épreuve du 4 × 400 m. Elle participe aux Jeux olympiques de 2016, à Rio de Janeiro. demi-finaliste du 400 mètres haies, elle termine au pied du podium du 4 × 400 m.
En juin 2017, lors de sa victoire en finale des championnats NCAA à Eugene, elle porte son record personnel sur 400 m haies à 54 s 52.
Elle se classe 8e des championnats du monde 2019 à Doha en 54 s 82, après avoir battu en demi-finale le record du Canada en 54 s 32.

## Palmarès
| Date | Compétition                        | Lieu             | Résultat | Épreuve     | Temps         |
| ---- | ---------------------------------- | ---------------- | -------- | ----------- | ------------- |
| 2013 | Championnats panaméricains juniors | Medellín         | 3e       | 400 m       | 52 s 68       |
| 2013 | Championnats panaméricains juniors | Medellín         | 1re      | 400 m haies | 56 s 81       |
| 2013 | Championnats panaméricains juniors | Medellín         | 2e       | 4 x 400 m   | 3 min 41 s 53 |
| 2015 | Jeux panaméricains                 | Toronto          | 3e       | 4 x 400 m   | 3 min 27 s 74 |
| 2015 | Championnats du monde              | Pékin            | 7e       | 4 x 400 m   | 3 min 27 s 69 |
| 2016 | Jeux olympiques                    | Rio de Janeiro   | 4e       | 4 x 400 m   | 3 min 26 s 43 |
| 2017 | Championnats du monde              | Londres          | 6e       | 400 m haies | 54 s 92       |
| 2018 | Jeux du Commonwealth               | Gold Coast       | 5e       | 400 m haies | 55 s 55       |
| 2018 | Ligue de diamant                   | Ligue de diamant | 7e       | 400 m haies | 55 s 57       |
| 2019 | Relais mondiaux de l'IAAF          | Yokohama         | 4e       | 4 x 400 m   | 3 min 28 s 21 |
| 2019 | Jeux panaméricains                 | Lima             | 1re      | 400 m haies | 55 s 16       |
| 2019 | Jeux panaméricains                 | Lima             | 2e       | 4 x 400 m   | 3 min 27 s 01 |
| 2019 | Championnats du monde              | Doha             | 8e       | 400 m haies | 54 s 82       |
| 2019 | Championnats du monde              | Doha             | finale   | 4 x 400 m   | DQ            |

## Records
| Épreuve     | Temps        | Lieu | Date           |
| ----------- | ------------ | ---- | -------------- |
| 400 m haies | 54 s 32 (NR) | Doha | 2 octobre 2019 |